# Chantage émotionnel
 (octobre 2021).
La mise en forme du texte ne suit pas les recommandations de Wikipédia : il faut le « wikifier ».
Les points d'amélioration suivants sont les cas les plus fréquents. Le détail des points à revoir est peut-être précisé sur la page de discussion.
- Les titres sont pré-formatés par le logiciel. Ils ne sont ni en capitales, ni en gras.
- Le texte ne doit pas être écrit en capitales (les noms de famille non plus), ni en gras, ni en italique, ni en « petit »…
- Le gras n'est utilisé que pour surligner le titre de l'article dans l'introduction, une seule fois.
- L'italique est rarement utilisé : mots en langue étrangère, titres d'œuvres, noms de bateaux, etc.
- Les citations ne sont pas en italique mais en corps de texte normal. Elles sont entourées par des guillemets français : « et ».
- Les listes à puces sont à éviter, des paragraphes rédigés étant largement préférés. Les tableaux sont à réserver à la présentation de données structurées (résultats, etc.).
- Les appels de note de bas de page (petits chiffres en exposant, introduits par l'outil «  Source ») sont à placer entre la fin de phrase et le point final[comme ça].
- Les liens internes (vers d'autres articles de Wikipédia) sont à choisir avec parcimonie. Créez des liens vers des articles approfondissant le sujet. Les termes génériques sans rapport avec le sujet sont à éviter, ainsi que les répétitions de liens vers un même terme.
- Les liens externes sont à placer uniquement dans une section « Liens externes », à la fin de l'article. Ces liens sont à choisir avec parcimonie suivant les règles définies. Si un lien sert de source à l'article, son insertion dans le texte est à faire par les notes de bas de page.
- La présentation des références doit suivre les conventions bibliographiques. Il est recommandé d'utiliser les modèles {{Ouvrage}}, {{Chapitre}}, {{Article}}, {{Lien web}} et/ou {{Bibliographie}}. Le mode d'édition visuel peut mettre en forme automatiquement les références.
- Insérer une infobox (cadre d'informations à droite) n'est pas obligatoire pour parachever la mise en page.

Pour une aide détaillée, merci de consulter Aide:Wikification.
Si vous pensez que ces points ont été résolus, vous pouvez retirer ce bandeau et améliorer la mise en forme d'un autre article.
Le chantage émotionnel est une forme de chantage qui peut affecter à des degrés divers les relations interindividuelles courantes par sollicitation de leur forte dimension émotionnelle, affective, la victime se voyant contrainte, pour préserver cette relation, de satisfaire les attentes de l'instigateur de ce processus relevant par certains aspects de la manipulation mentale.

## Origine et vocabulaire
Chantage émotionnel et FOG sont des termes popularisés par la psychothérapeute Susan Forward sur le contrôle des personnes dans les relations et la théorie selon laquelle peur, obligation et culpabilité (en anglais : FOG pour fear, obligation, guilt) sont les dynamiques transactionnelles en jeu entre le contrôleur et la personne contrôlée. Comprendre ces dynamiques est utile à quiconque essaie de s'extirper du comportement de contrôle d'une autre personne et de gérer ses propres compulsions à faire des choses inconfortables, indésirables, pénibles ou sacrificielles pour les autres.
La première utilisation documentée du "chantage émotionnel" (en anglais : Emotional Blackmail) est apparue en 1947 dans le Journal of the National Association of Deans of Women dans l'article "Discipline and Group Psychology". Le terme a été utilisé pour décrire un type de modèle problématique de contrôle de la classe souvent utilisé par les enseignants. Esther Vilar, une médecin argentine, a également utilisé le terme « chantage émotionnel » au début des années 1970 pour décrire une stratégie parentale observée chez certaines mères de plusieurs enfants.

## Généralités
Le chantage émotionnel implique généralement deux personnes en relation personnelle, intime ou étroite (parent et enfant, conjoints, frères et sœurs ou amis proches) Les enfants, eux aussi, emploieront spécial plaidoirie et le chantage émotionnel pour privilégier leurs propres intérêts et leur développement personnel au sein du système familial.
Les maîtres chanteurs émotionnels utilisent la peur, l'obligation et la culpabilité dans leurs relations, veillant à ce que les autres aient peur de les contrarier, soient obligés de leur donner suite et submergés par la culpabilité s'ils résistent. Sachant qu'un proche veut l'amour, l'approbation ou la confirmation de l'identité et de l'estime de soi, les maîtres chanteurs peuvent menacer de leur refuser l'amour (par exemple, refuser l'amour) ou de les retirer complètement, faisant sentir à la deuxième personne qu'elle doit les obtenir par accord La peur, l'obligation ou la culpabilité sont communément appelées « FOG ». FOG est un acronyme artificiel - un jeu sur le mot "brouillard" qui décrit quelque chose qui obscurcit et embrouille une situation ou les processus de pensée de quelqu'un.
La personne qui agit de manière contrôlante veut souvent quelque chose de l'autre personne qu'il est légitime de vouloir. Ils peuvent vouloir se sentir aimés, en sécurité, précieux, appréciés, soutenus, nécessaires, etc. Ce n'est pas le problème. Le problème est souvent plus une question de savoir comment ils s'y prennent pour obtenir ce qu'ils veulent, ou qu'ils sont insensibles aux besoins des autres, ce qui est troublant - et comment les autres réagissent à tout cela.
Sous pression, l'un peut devenir une sorte d'otage, contraint d'agir sous la pression de la menace de la responsabilité de la panne On pourrait tomber dans un schéma de laisser le maître chanteur contrôler ses décisions et son comportement, perdu dans ce que Doris Lessing a décrit comme "une sorte de brouillard psychologique".

## Types
Forward et Frazier identifient quatre types de chantage, chacun avec son propre style de manipulation mentale :
| Type                   | Exemple |
| ---------------------- | --- |
| Menace du punisseur    | Mange la nourriture que j'ai cuisinée pour toi ou je te ferai du mal.                                                 |
| Menace d'auto-punition | Mange la nourriture que j'ai cuisinée pour toi ou je vais me blesser.                                                 |
| Menace de la victime   | Mange la nourriture que j'ai cuisinée pour toi. Je le gardais pour moi. Je me demande ce qui va se passer maintenant. |
| Menace du tentateur    | Mange la nourriture que j'ai préparée pour toi et tu obtiendras peut-être un dessert vraiment délicieux.              |

## Schémas et caractéristiques

### Addiction
Les personnes addict à ce type de chantage croient souvent que contrôler est le moyen de réussir et d'être heureux dans la vie. Elles développent habituellement cette capacité durant l'enfance, s'en servant comme technique de survie. Tant qu'elles établissent les règles, personne ne peut les coincer avec leurs sentiments.

### Maladie mentale
Les personnes souffrant de certaines conditions mentales sont prédisposées à contrôler le comportement d'autrui. On peut citer, parmi ces troubles : le trouble de la personnalité paranoïaque, le trouble de la personnalité borderline et le trouble de la personnalité narcissique.
Ces deux derniers troubles ont particulièrement tendance à mener à l'usage du chantage émotionnel. Cependant, les actions des personnes atteintes peuvent être impulsives et provoquées par la peur et un désespoir, plutôt que le fruit d'un plan conscient.

### Codépendance
La codépendance implique souvent d'accorder une importance moindre à ses propres besoins, tout en étant excessivement préoccupé par les besoins des autres. La codépendance peut apparaître dans n'importe quelle relation, incluant la famille, le monde professionnel, l'amitié mais aussi les relations amoureuses ou celles au sein d'une communauté.

### Affluenza et enfance
L'affluenza, l'insécurité due à l'obsession de se comparer sans cesse à ses voisins (voir signification de l'expression anglo-saxonne "keeping up with the Joneses"), est liée selon Oliver James à un schéma remontant à l'enfance durant laquelle les personnes atteintes ont été "soumises à une forme de chantage émotionnel dès leur plus jeune âge. L'amour de leur mère est conditionné à l'adoption d'un comportement qui permet d'atteindre les objectifs parentaux".

### Formation à l'assertivité
La formation à l'assertivité encourage à ne pas s'engager dans un échange perdu d'avance ou dans un conflit de pouvoir avec le maître chanteur mais plutôt à garder un état neutre, tel que "Je peux voir ce que tu ressens de cette façon", ou, si on nous contraint à manger, "Non merci, je n'ai pas faim". On leur a appris à ne s'exprimer que dans le cadre de limites afin de ne pas capituler face aux remarques incessantes, au chantage affectif ou à l'intimidation.